# Versão cover
Versão cover, ou simplesmente cover, é uma regravação de uma canção previamente gravada.
Muitos músicos tocam covers como forma de tributo a quem a gravou pela primeira vez. Outros formam as chamadas bandas covers, que além de tocarem as músicas, usam roupas e se apresentam da mesma forma que o original.
Com o aparecimento do YouTube é cada vez mais normal encontrar varias versões covers de muitas músicas originais. Estes artistas que inicialmente são desconhecidos fazem covers para tentar ter um reconhecimento na área da música e iniciar uma carreira musical. 
Já são vários os artistas que tem uma carreira a solo e que se iniciaram no YouTube. Ailee, Ana Free e Boyce Avenue são alguns dos casos existe outros espalhados pelo mundo fora.

## Versões
Um cover pode ser feito ao vivo ou gravado em estúdio. No primeiro caso, a lei de direitos autoriais aconselha a menção ao nome do compositor/artista original no momento da execução. Caso a música seja lançada em algum suporte musical é necessária a autorização do compositor e parte das vendas do título é destinado ao seu autor.
É comum que as versões regravadas apresentem diferentes arranjos em relação à versão original, como também, em alguns casos, alguma mudança sutil na letra da música. Mas também há casos em que nem a melodia é mantida, como, por exemplo, no cover the "Fell in Love with a Girl", canção da banda americana White Stripes regravada pela cantora inglesa Joss Stone como "Fell in Love with a Boy". É comum, aliás, regravações feitas por vozes femininas de músicas cantadas originalmente por vozes masculinas, ou vice-versa.

## Álbuns de covers
Vários artistas gravaram álbuns somente de versões.
- John Lennon - Rock 'n' Roll (1975) - rock das décadas de 50 e 60, que Lennon ouvia em sua infância e adolescência
- Guns N' Roses - The Spaghetti Incident? (1993)
- Johnny Cash - American Recordings (1994), Unchained (1996), American III: Solitary Man (2000), American IV: The Man Comes Around (2002), American V: A Hundred Highways (2006): além de covers, músicas que Cash escreveu para outros artistas, e regravações de suas canções antigas
- Ratos de Porão - Feijoada Acidente? (1995): dois álbuns diferentes, um de hardcore punk nacional (inclusive canções da própria banda) e outro de internacional
- Barão Vermelho - Álbum (1996)
- Slayer - Undisputed Attitude (1996): principalmente de bandas punk
- Metallica - Garage Inc. (1998): compilação com covers recém-gravados e versões feitas ao longo da carreira da banda
- Ira! - Isso É Amor (1999)
- Cássia Eller - Cássia Rock Eller (2000)
- Titãs - As Dez Mais (2000)
- Nando Reis - Infernal (2001): Composições que Nando fez para outros artistas (bem como canções de sua antiga banda, os Titãs).
- Joss Stone - The Soul Sessions (2002) e The Soul Sessions Volume 2 (2012): versões de soul
- Sepultura - Revolusongs (2002)
- Aerosmith - Honkin' on Bobo (2004): canções de blues
- Matanza - To Hell With Johnny Cash (2005): só canções de Cash, falecido dois anos antes.
- Laura Pausini - Io canto e Yo canto (2006): músicas que Pausini escutara quando criança e que fizeram história na música italiana, sendo uma versão em italiano e outra em espanhol
- Dinho Ouro Preto - Black Heart (2012): somente canções em inglês
- Inês Brasil - Make Love (2015): clássicos do MPB
- Rolling Stones - Blue & Lonesome (2016): covers de blues

## Artistas de reinvenções cover
Há artistas que baseiam sua carreira em covers, como Danni Carlos e Emmerson Nogueira. Porém, outros reinventam as canções, geralmente com viés cômico.
- A banda americana Me First and the Gimme Gimmes, formada por músicos de diversas bandas famosas de punk rock como NOFX, Lagwagon, Foo Fighters e No Use for a Name, toca apenas covers, de vários estilos musicais (focando em canções pop das décadas de 1940 e 1950 no início), em versões punk rock.
- O americano Richard Cheese e sua banda Lounge Against the Machine tem versões lounge music de canções populares, inclusive músicas de abertura de seriados.
- O grupo americano Dread Zeppelin começou apenas com versões reggae de Led Zeppelin cantadas por um imitador de Elvis Presley, e depois acrescentou outras canções de reggae e disco music.
- O grupo alemão The Baseballs faz versões rockabilly de canções modernas.
- A banda finlandesa Apocalyptica começou apenas com versões orquestrais do Metallica em Plays Metallica by Four Cellos, seguido por diversas outras bandas de rock em Inquisition Symphony. Desde então o grupo faz mais canções originais.
- O grupo americano Vitamin String Quartet regrava diversas bandas em versões para quarteto de cordas.